# Kavārt
Kavārt (persiska: Kavāt, كوارت, كوات) är en ort i Iran.   Den ligger i provinsen Mazandaran, i den norra delen av landet, 220 km öster om huvudstaden Teheran. Kavārt ligger 1 537 meter över havet och antalet invånare är 361.
Terrängen runt Kavārt är kuperad söderut, men norrut är den bergig. Kavārt ligger nere i en dal. Runt Kavārt är det ganska tätbefolkat, med 78 invånare per kvadratkilometer. Närmaste större samhälle är Kord Mīr, 9,2 km sydväst om Kavārt. Omgivningarna runt Kavārt är i huvudsak ett öppet busklandskap.